# Lizzi Jordan
Pour les articles homonymes, voir Jordan.
Elizabeth 'Lizzi' Jordan, née le 7 novembre 1997, est une coureuse cycliste handisport britannique concourant en classe B pour les athlètes malvoyants. Elle est guidée par Dannielle Khan.

## Carrière
Elle est étudiante du Royal Holloway lorsqu'en 2017, après la commande d'un repas à emporter, elle contracte une forme rare d'e.coli, la O157:H7 qui la laisse dans le coma pendant huit semaines. Ses organes lâchent les uns après les autres mais grâce à l'utilisation d'un médicament rare, les médecins arrivent à la réveiller mais elle est alors aveugle. Elle doit également réapprendre à marcher. En 2019, elle court le marathon de Londres 2019 et récolte 15000 £ pour le Royal National Institute for Blind People. L'année suivante, elle participe à la journée des talents de British Cycling.
Pour ses premiers Championnats du monde en 2022, elle est mise en binôme avec Corine Hall avec qui elle remporte l'argent en poursuite individuelle. Aux Championnats du monde sur piste en 2023, Lizzi Jordan remporte l'or en vitesse par équipes mixtes puis le bronze au kilomètre avec sa pilote Amy Cole.
Elle commence l'année 2024 avec trois médailles d'or aux Championnats du monde : la poursuite individuelle, le kilomètre et la vitesse. Aux Jeux paralympiques d'été de 2024, sa pilote et elle remportent la médaille d'or de la vitesse 1 000 m, battant l'Australienne Jessica Gallagher et sa pilote Caitlin Ward en finale.